# 菩提济度寺
菩提济度寺，蒙古语名“哈木给·格图勒格其·宝迪寺”，藏语名“那木如勒章楚布令”，俗名“沙日特莫图庙”、“黄特莫图庙”。位于内蒙古自治区鄂尔多斯市杭锦旗伊和乌素苏木库仁陶勒盖嘎查，是一座藏传佛教格鲁派寺院。

## 简介
该寺始建于明朝初年，清朝同治元年（1862年）扩建。同治六年（1867年），该寺遭到宁夏马化龙回民起义军抢劫，殿堂遭到烧毁，仅余一座明王殿。光绪初年（1875年至1880年），杭锦旗第十三任扎萨克巴图芒乃、协理旺楚克道尔吉等人主持重修该寺的大经堂。宣统二年（1908年），杭锦旗第十四任扎萨克阿尔宾巴雅尔修缮并扩建该寺。1940年，该寺遭到日本轰炸，大经堂以及喇嘛住房均被炸毁。当年，由杭锦旗协理斯旺、该寺喇嘛以及民众捐资重建。
该寺设有左翼、右翼坐床喇嘛各1名，掌堂师、领经师、管家、保管各1名。农历每月初二举办五大神祭祀、骑狮护法神祭祀、大红司令主祭祀。全年先后举办妙吉祥法会、哲愿法会、天母近修法会，度母法会、玛呢经会、甘珠尔经会、药师法会、敖包祭祀等法事。农历六月初九日，跳查玛舞。
中华人民共和国成立初期，该寺有大经堂49间、明王殿35间、四大金刚殿2间、佛塔4座、喇嘛住房60间、庙仓5间，庙仓牲畜共500多头/只、寺庙户口地共计4020亩。1958年，三面红旗运动中，该寺遭受冲击，停止宗教活动，殿堂及喇嘛住房被拆毁。
1986年起，该寺恢复宗教活动。1987年时，该寺仅有一座小庙。1989年，杭锦旗人民政府重建该寺。1989年4月，被批准为杭锦旗宗教活动点。该寺原由右翼坐床喇嘛罗布桑章巴勒如迈沙布隆任住持。1991年，聘请北京雍和宫堪布喇嘛嘉木扬·图布丹任左翼坐床喇嘛，主持庙务。嘉木扬·图布丹7岁自菩提济度寺出家，与该寺颇有渊源。1989年至2000年，嘉木扬·图布丹联络企业家陆续投资160万元人民币，重建大经堂、东侧殿、西侧殿、金刚殿、庙仓、厨房、喇嘛住房。2005年，又投资600万元新建时轮大佛塔。
2008年9月26日，杭锦旗民族事务局组织召开了杭锦旗第一界喇嘛代表大会，沙日特莫图庙（菩提济度寺）、哈日扎日格庙、罗卜召、沙日召、格更召、哈毕日格庙、哈日根图庙（吉祥圆满寺）的喇嘛参加大会，大会成立了杭锦旗首届佛教协会，本寺的扎木斯仁扎布当选会长。